# Партия Разума (Австралия)
Партия Разума (англ. Reason Party) (до 2017 года — Австралийская партия секса (англ. Australian Sex Party)) — австралийская левоцентристская политическая партия, основанная в 2009 году в ответ на опасения по поводу растущего влияния религии в австралийской политике. Партия родилась из лоббистской группы секс-индустрии Eros Association. Её лидер, Фиона Паттен — бывший генеральный директор ассоциации, а контактное лицо партии, Роберт Свон, является исполняющим обязанности генерального директора ассоциации. Паттен описывает партию как «гражданско-либертарианскую альтернативу». Паттен в течение многих лет выступала по таким вопросам, как цензура, равенство и дискриминация. На выборах 2014 года Паттен была избрана в Законодательный совет штата Виктория.
Австралийская избирательная комиссия 5 мая 2015 года на короткий срок лишила партию регистрации, после того, как во время проверки не удалось доказать наличие у неё 500 членов, однако в июле партия была перерегистрирована. Партия секса зарегистрирована на государственном уровне в штате Виктория, где она имеет парламентское представительство, а также в Австралийской столичной территории и Северной территории.
партия была распущена 7 марта 2024 года

## Программа
Политическая платформа Австралийской партии секса считается либертарианской. Она выступает против обязательной интернет-цензуры и поддерживает введение национальной системы классификации средств массовой информации, в том числе рейтинга для сексуальных материалов без насилия. Партия также поддерживает создание королевской комиссии по расследованию сексуальных злоупотреблений в отношении детей в австралийских религиозных учреждениях и выступает в поддержку легализации абортов, закрепления прав ЛГБТ и права на добровольную эвтаназию, легализации конопли для рекреационного использования и декриминализации всех других препаратов для рекреационного использования. При этом программа партии предусматривает направление употребляющих запрещённые препараты в лечебные центры. Кроме того, партия также выступает в поддержку сексуальных прав для лиц с ограниченными физическими возможностями.